# Cissus gongylodes
Cissus gongylodes là một loài thực vật hai lá mầm trong họ Nho. Loài này được (Baker) Burch. ex Baker miêu tả khoa học đầu tiên năm 1871.